# Timireazieve, Perevalsk
Timireazieve (în ucraineană Тімірязєве) este un sat în comuna Andrianopil din raionul Perevalsk, regiunea Luhansk, Ucraina.

## Demografie
Componența lingvistică a localității Timireazieve
     Ucraineană (63,64%)
     Rusă (36,36%)
Conform recensământului din 2001, majoritatea populației localității Timireazieve era vorbitoare de ucraineană (63,64%), existând în minoritate și vorbitori de rusă (36,36%).